# John Foxx
John Foxx, vlastním jménem Dennis Leigh, (* 26. září 1948 Chorley) je anglický zpěvák. Byl jedním ze zakládajících členů kapely Ultravox. Tu však opustil v roce 1979, po vydání alb Ultravox! (1977), Ha!-Ha!-Ha! (1977) a Systems of Romance (1978), aby se mohl věnovat sólové kariéře. Své první sólové album s názvem Metamatic vydal v roce 1980. Později vydal řadu dalších alb. Kromě hudby se věnuje také fotografování. Je například autorem obalu alba Lightbulb Sun skupiny Porcupine Tree.

## Diskografie
- 1980: Metamatic
- 1981: The Garden
- 1983: The Golden Section
- 1985: In Mysterious Ways
- 1997: Cathedral Oceans
- 1997: Shifting City (s Louis Gordon)
- 2001: The Pleasures of Electricity (s Louis Gordon)
- 2003: Cathedral Oceans II
- 2003: Crash and Burn (s Louis Gordon)
- 2003: The Drive EP (s Louis Gordon)
- 2003: Translucence/Drift Music (s Harold Budd)
- 2005: Cathedral Oceans III
- 2006: Tiny Colour Movies